# برنجاسف الوشن
 برنجاسف الوشن(نام علمی: Artemisia aleutica) نام یک گونه از سرده درمنه‌ها است.